# 愛知県道399号蔵王山線
愛知県道399号蔵王山線（あいちけんどう399ごう ざおうさんせん）は、愛知県田原市を通る愛知県道（一般県道）である。
三河湾国定公園の一部に指定されており、観光路線である。

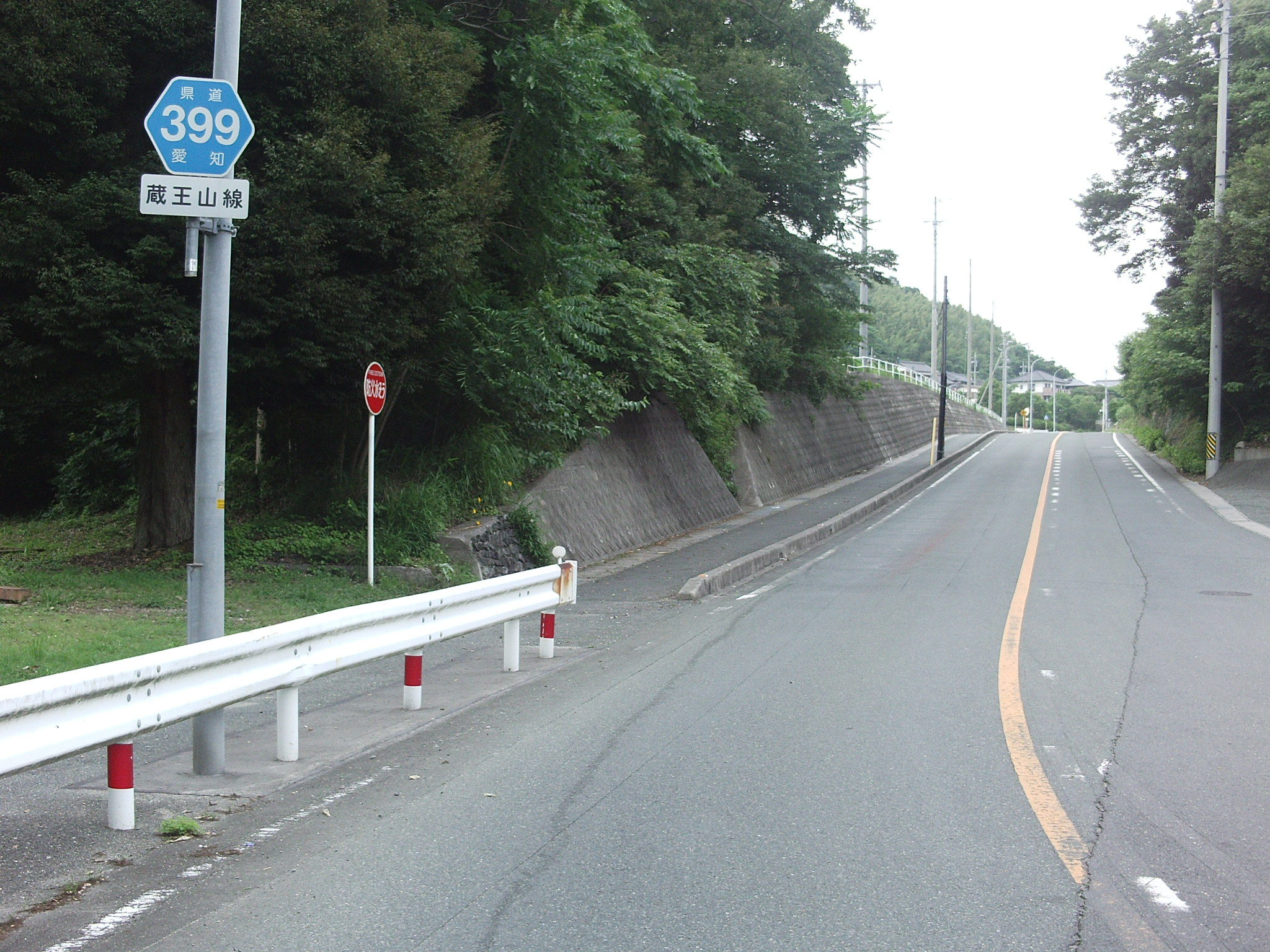
終点。蔵王山口（蔵王山の南東麓）。

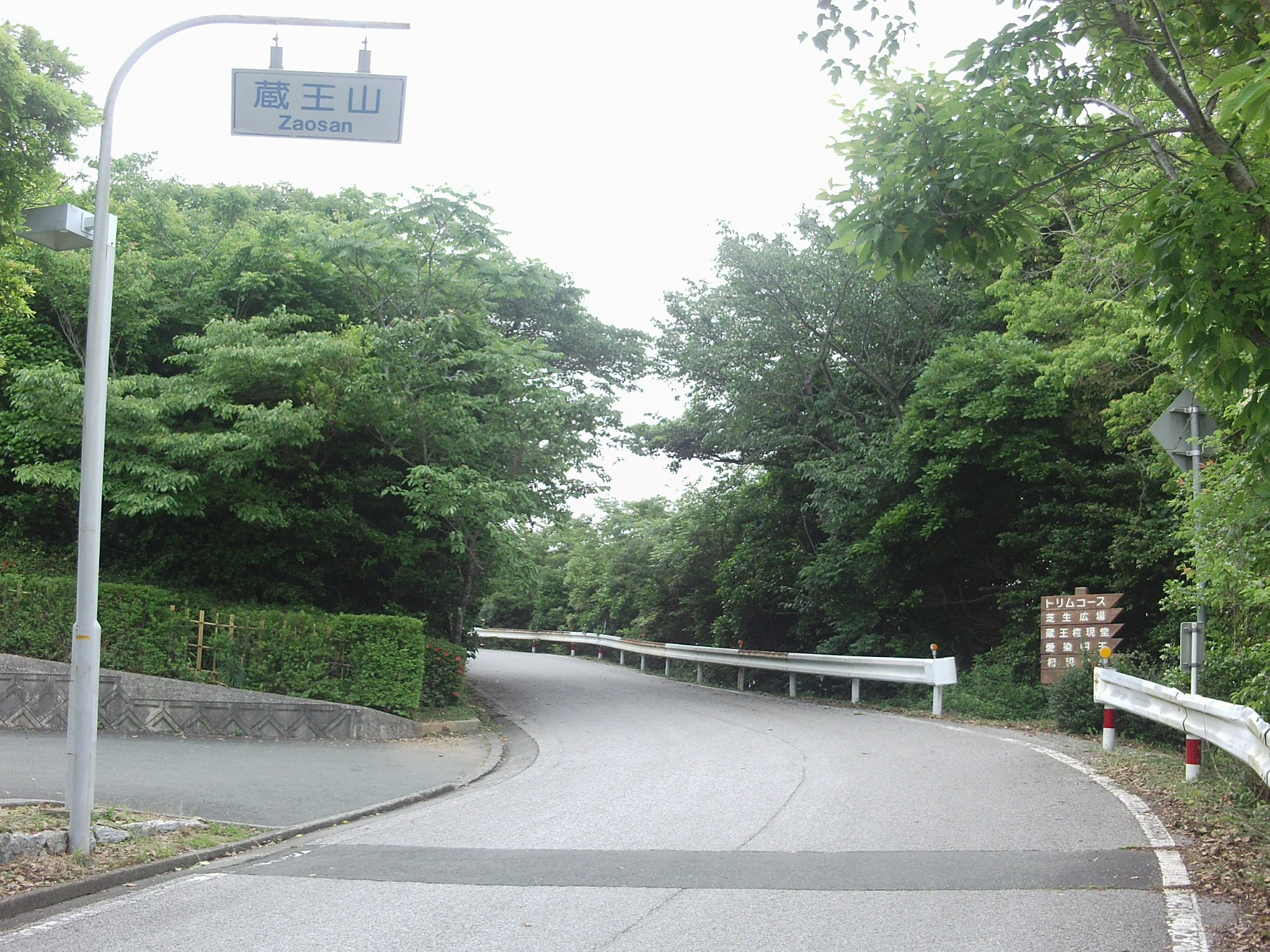
起点蔵王山。

## 概要
田原市内にある山、蔵王山を駆け登るように走っているため、道路は急勾配・急カーブの箇所が多い。

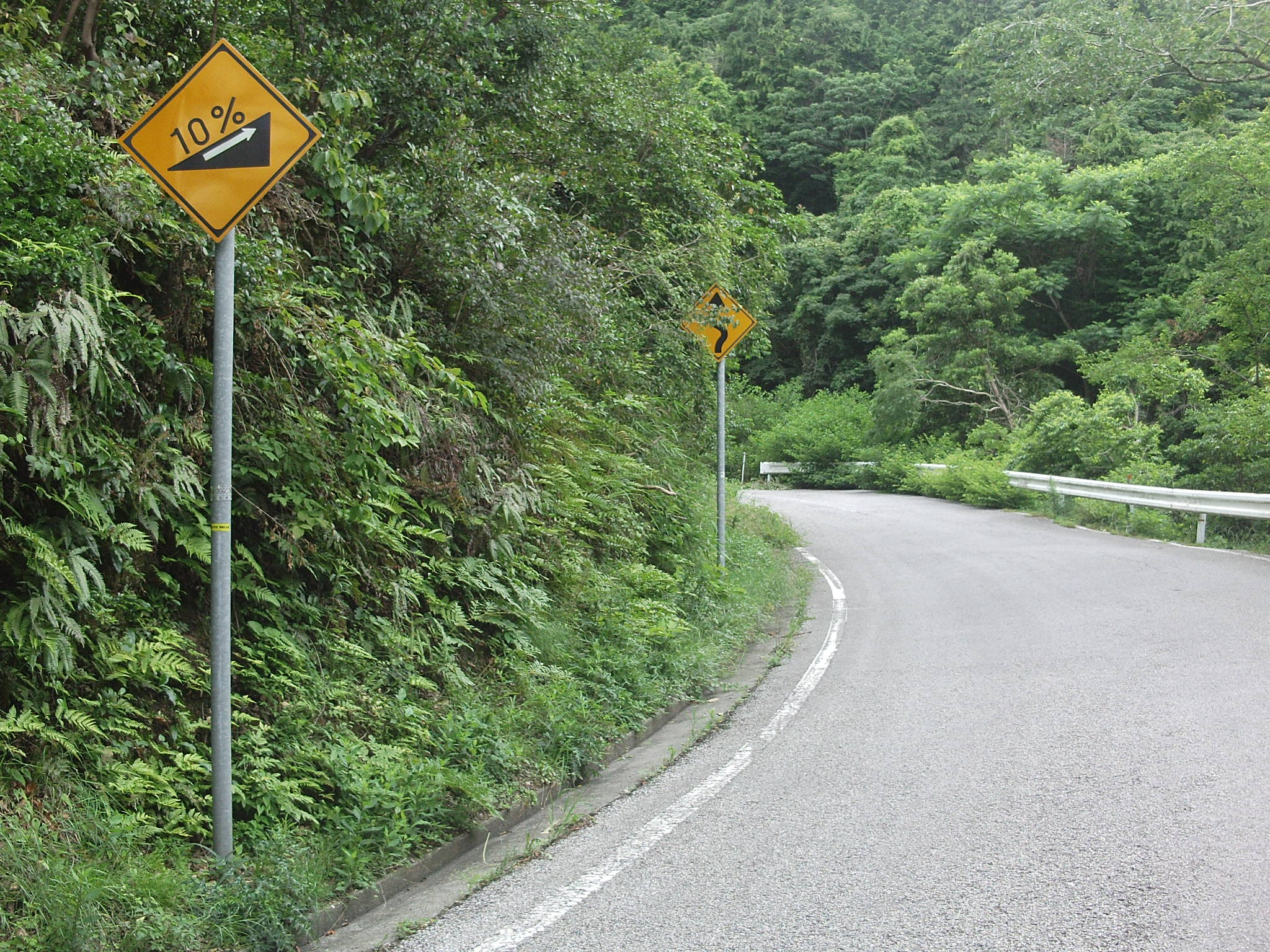
急勾配･つづら折りあり

### 路線データ
- 起点：愛知県田原市田原町（蔵王山口交差点）
- 終点：愛知県田原市片浜町（蔵王山展望台前）
- 総延長：約3.6km

## 沿革
- 1995年3月31日：認定

## 主な接続道路
- 愛知県道28号田原高松線

## 通過する自治体
- 愛知県
  - 田原市